# Triaxomasia orientanus
Triaxomasia orientanus är en fjärilsart som beskrevs av Alexander Georgievich Ponomarenko och Park 1996. Triaxomasia orientanus ingår i släktet Triaxomasia och familjen äkta malar. Inga underarter finns listade i Catalogue of Life.